# APAV40槍榴彈
APAV40（法語：Anti-Personnel/Anti-Véhicule, 40 mm）是一款由法国武器製造商Luchaire SA所研製、現由奈克斯特系統公司所生產，目前被法國陸軍使用的人員殺傷及反坦克兩用22毫米槍榴彈。它的法軍正式番號為Grenade à fusil APAV 40。

## 設計
APAV40是一枚雙用途，即反人員（AP）和反載具（AV）的槍榴彈。其外直徑為40毫米，重量則是500克。用於穩定飛行姿態的彈尾尾翼設置在後端部。引爆是由彈尖彈簧觸發引信激活啟動，在發射之前需要移除保險針。

## 衍生型
APAV40存在著兩個版本：
- F1型：舊型號，必須藉由空包彈發射。
- F2型：目前型號，裝上了彈頭捕捉器，可直接使用實彈發射。

## 使用

裝上了標尺式照準儀瞄具的FAMAS，被用以將APAV40以直接射擊射出。

發射時，首先將APAV40 F2的尾管插入FAMAS或任何北約STANAG步槍的槍口。其次，將步槍點向目標。最後，擊發步槍子彈。子彈彈頭因撞擊彈頭捕捉器時被直接阻擋而產生的反作用力以及膨脹的高壓氣體會將榴彈從步槍槍口發射出去並且起爆。榴彈受到撞擊時就會爆炸。
APAV40在反人員時以間接射擊方式射出。APAV40的致命半徑為12米，其破片直到100米仍然具有危險性。
APAV40在反載具時則是直接射擊。在最佳角度之下，APAV40貫穿軋壓均質裝甲和混凝土的深度能達到120毫米（3.94英吋）和360毫米（14.17英吋）。
FAMAS可以裝上標尺式照準儀瞄具作直接射擊，這時可在75或100公尺距離發射槍榴彈。FAMAS也可藉由提把內側的標尺，以傾斜／成45°的角度發射槍榴彈，可讓其射程達到170—320公尺，以每20公尺為增量；或是74°時，可讓其射程達到60—170公尺，以每10公尺為增量。法國製槍榴彈因其極強的後座力而聲名狼借，強大到以致無法妥善地支撐自身的人會翻倒的如此地步。

## 資料來源
1. 1 2 3 4 5  .   [2020-09-25]. （原始内容存档于2020-06-18）.

- French army manual on rifle grenades dated 1966 with an illustration of the APAV 40 (70 MR 61) and text on pages 29 to 31（页面存档备份，存于）

## 外部連結
- （英文）—Military, Security and Civilian Guns and Equipment—APAV40 (Anti-Personnel / Anti-Vehicule, 40mm)（页面存档备份，存于）